# Diascia esterhuyseniae
Diascia esterhuyseniae là một loài thực vật có hoa trong họ Huyền sâm. Loài này được K.E.Steiner mô tả khoa học đầu tiên năm 1999.